# داون روشيل وارنر
داون روشيل وارنر (بالإنجليزية: Dawn Rochelle Warner)‏ هي عارضة وممثلة أمريكية، ولدت في 7 ديسمبر 1972 في ديكستر في الولايات المتحدة.

## وصلات خارجية
- داون روشيل وارنر على موقع IMDb (الإنجليزية)
- داون روشيل وارنر على موقع قاعدة بيانات الفيلم (الإنجليزية)